# Виброконтроль

Виброконтроль модели здания с помощью сейсмоизоляции при максимальном ускорении колебания основания > 4g

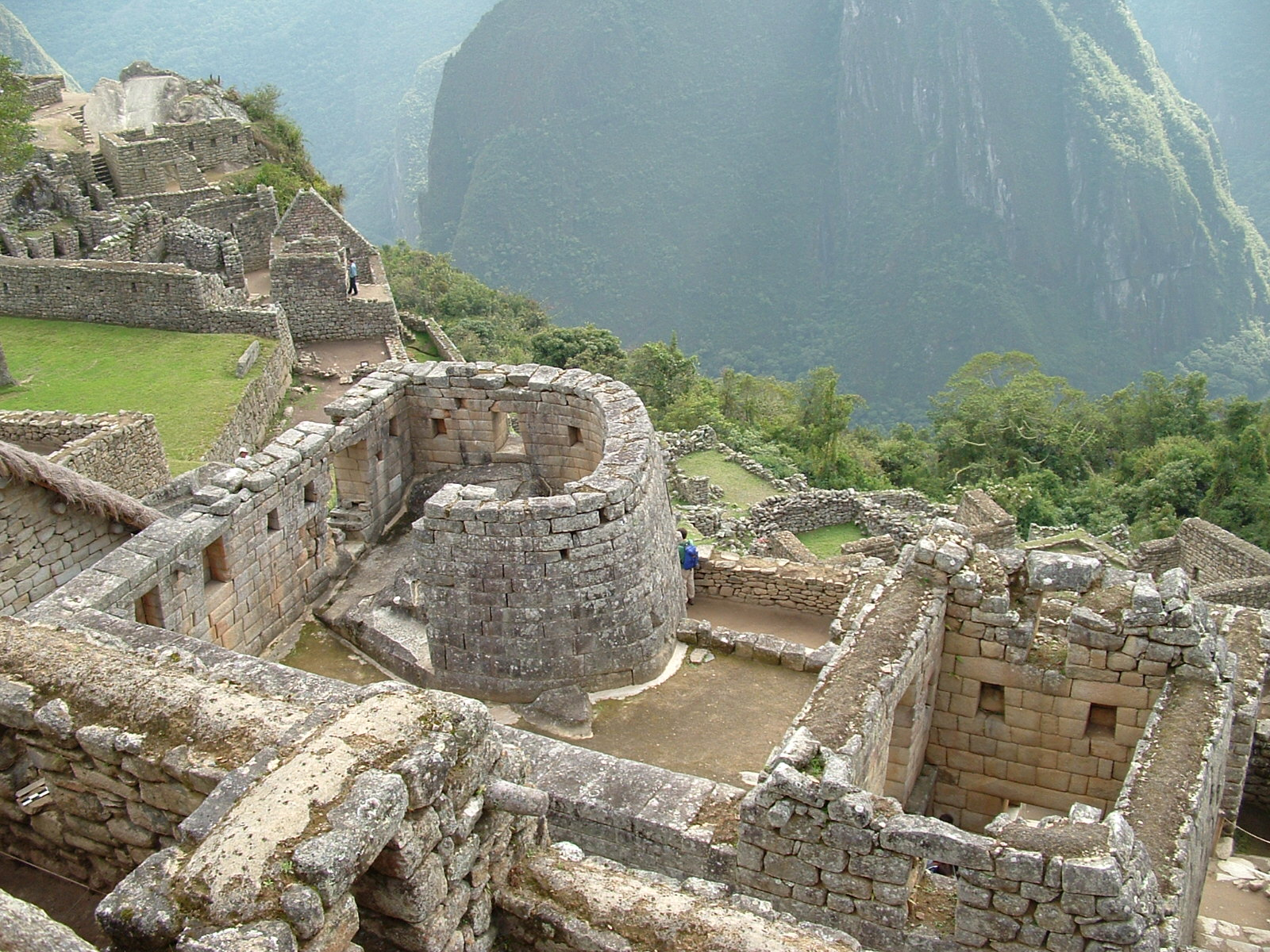
Виброконтроль с помощью сухой кладки стены в Храме Солнца в Перу.

Виброконтроль  (vibration control) является системой устройств для уменьшения сейсмической нагрузки на здания и сооружения. Все эти устройства можно классифицировать как пассивные, активные и гибридные:
- устройства пассивного контроля не имеют обратной связи между ними, конструктивными элементами здания и грунтом;
- устройства активного контроля включают в себя аппаратуру, записывающую колебания грунта в режиме реального времени и интегрированную, через систему преобразователей, с силовыми приводами и конструктивными элементами здания;
- устройства гибридного контроля имеют признаки обеих вышеназванных категорий.
- Вибродиагностика является самым точным и информативным методом для определения технического состояния машин и агрегатов. Анализ вибрационного сигнала позволит выявить самые разнообразнейшие дефекты. Расцентровка валов, дисбаланс ротора, трещины в раме и фундаменте, дефекты подшипниковых узлов, кавитация, дефекты обмоток статора, все это может стать причиной нестабильной работы и преждевременного выхода из строя оборудования. Весомым плюсом является то, что диагностика проводится без разборки и остановки агрегата[3].